# Sucker (álbum)
Sucker (estilizado como SUCKER) é o segundo álbum de estúdio oficial da cantora inglesa Charli XCX, lançado digitalmente no dia 15 de dezembro de 2014, pelas gravadoras Asylum Records, Neon Gold , Atlantic Records e Warner Music. Sucker foi nomeado como o melhor álbum pop de 2014 pela Rolling Stone e o segundo pela Billboard. Também foi eleito o sexto melhor álbum 2014 pela Rolling Stone e Spin.

## Antecedentes
Em 13 de março de 2014, XCX revelou a Complex Magazine que ela tinha começado a trabalhar em seu segundo álbum com Weezer frontman, Rivers Cuomo e Rostam Batmanglij da banda Vampire Weekend. Em uma entrevista para a DIY Magazine ela declarou que escreveu o álbum para meninas e quer que elas sintam "uma sensação de poder". XCX explicou em seu diário de turnê com Replay Laserblast que o gênero do álbum ainda é pop, mas tem "um shouty, girl power, girl-gang, Bow Wow Wow" ao mesmo tempo. Ela também disse em uma entrevista ao site Idolator que 'Sucker' terá influências do punk, listando Weezer, The Hives e Ramones como inspirações para o álbum.

## Promoção
Em apoio do álbum, XCX embarcou em turnê pela América do Norte. A Girl Power North America Tour ocorreu no segundo semestre de 2014, de 26 de setembro a 25 de outubro; que começou em Orlando, Florida, e terminou em San Francisco, Califórnia. XCX vai abrir os shows europeus sobre Katy Perry, a Prismatic World Tour.
Em 4 de novembro de 2014, XCX anunciou uma turnê pelo Reino Unido, que terá início em 24 de Março de 2015 e terminará em 2 de Abril de 2015.
| Datas da turnê      | Datas da turnê | Datas da turnê | Datas da turnê           |
| Data                | Cidade         | País           | Foro                     |
| Reino Unido         | Reino Unido    | Reino Unido    | Reino Unido              |
| ------------------- | -------------- | -------------- | ------------------------ |
| 24 de março de 2015 | Brighton       | Inglaterra     | Concorde 2               |
| 25 de março de 2015 | Londres        | Inglaterra     | O2 Shepherds Bush Empire |
| 27 de março de 2015 | Glasgow        | Escócia        | QMU                      |
| 28 de março de 2015 | Sheffield      | Inglaterra     | Plug                     |
| 30 de março de 2015 | Oxford         | Inglaterra     | O2 Academy Oxford        |
| 31 de março de 2015 | Manchester     | Inglaterra     | Academy 2                |
| 1 de abril de 2015  | Nottingham     | Inglaterra     | Rescue Rooms             |
| 2 de abril de 2015  | Birmingham     | Inglaterra     | The Institute            |

## Singles
"Boom Clap", o primeiro single de Sucker, foi lançado mundialmente em 17 de junho de 2014. Também faz parte da trilha sonora do filme  A Culpa é Das Estrelas. É um sucesso comercial, atingindo o número 6 no UK Singles Chart, o número 10 na Billboard Hot 100 e número 1 na parada Dance/Pop Music da Billboard . A canção já vendeu mais de um milhão de cópias nos Estados Unidos. A canção já vendeu mais de 200.000 cópias no Reino Unido e recebeu a certificação de prata."Break the Rules" foi lançado como o segundo single do álbum. A canção e o clipe foram lançados em 25 de agosto de 2014.

### Singles promocionais
As músicas "London Queen", "Gold Coins", e "Breaking Up" foram lançados no iTunes antes da data de lançamento do álbum para promover o álbum. O vídeo da música "Breaking Up" foi lançado em 02 de dezembro de 2014. Ela começa com um menino, que interpreta o namorado de XCX, dizendo aos seus pais e XCX que todas as meninas na escola amam ele. XCX, que fica com ciúmes, quebra um vidro e a música começa. O vídeo foi filmado em uma pista de boliche em estilo vintage. O começo do clipe contém um pequeno trecho da música Allergic To Love, que pode ser encontrada no Soundcloud da cantora.

## Recepção da crítica
| Críticas profissionais  | Críticas profissionais |
| Pontuações agregadas    | Pontuações agregadas   |
| Fonte                   | Avaliação              |
| ----------------------- | ---------------------- |
| Metacritic              | 75/100                 |
| Avaliações da crítica   |                        |
| Fonte                   | Avaliação              |
| Allmusic                | 4 de 5 estrelas.       |
| Billboard               | 4.5 de 5 estrelas.     |
| Clash                   | 8 de 10 estrelas.      |
| Entertainment Weekly    | A-                     |
| The New York Daily News | 3 de 5 estrelas.       |
| Pitchfork               | 7.6/10                 |
| Rolling Stone           | 4 de 5 estrelas.       |
| Slant                   | 4 de 5 estrelas.       |
| Spin                    | 8 de 10 estrelas.      |
| USA Today               | 3 de 4 estrelas.       |

No Metacritic, o álbum recebeu pontuação 75/100, baseado em 27 críticas, indicando o trabalho como "favorável". 
Na avaliação de 4/5 da Rolling Stones, Will Hermes afirmou que: "SUCKER não é nenhum gesto retrô: Charli atravessa o álbum com guitarras rock & roll e atitude bastante angustiada para uma produção digital e vernácula de forma a torna-lo a primeira iteração totalmente atualizada de punk pop nos últimos tempos." Miles Raymer, da Entertainment Weekly, sugere que o álbum "é pop-punk, radicalmente redefinido e arrastado, com dedos apontados para o futuro". Brian Mansfield, do USA Today, avaliou o álbum com três estrelas de quatro possíveis, onde ele escreveu: "Em Sucker, XCX não só modificou o padrão melado do pop, ela o explodiu na sequência [...] E é ainda doce depois dela ter furado e triturado."  Heather Phares, do Allmusic, diz: "Sucker mistura juventude e sofisticação, que é mais do que um pouco volátil, e às vezes parece que XCX está ainda tentando descobrir o que realmente funciona para sua música... No entanto, é bem sucedido como uma introdução à Charli XCX como estrela pop, mantendo sua composição inteligente e atitude".
Dan Weiss, escrevendo para Spin, sugeriu que "Sucker é apenas um álbum pop excepcionalmente bom... E já é bastante raro apenas por isso". James Rainis, da Slant, deu 4 estrelas de 5 possíveis em sua avaliação ao álbum, onde declarou: "O segundo álbum de Charli, Sucker, é o resultado de uma estrela emergente no cenário internacional. Alguém precisava criar esse equivalente cósmico de um body shot, e Charli proporciona o ideal platônico disso. Um álbum festivo que mistura com equivalência a rebelião do punk, o descolamento do hip hop e o pop universal." Jamieson Cox para Pitchfork, concedeu a pontuação 7.6 de 10 com o seguinte comentário: "Sucker não é um ponto de extremidade para Charli — ela já está falando de seu próximo lançamento inspirado por j-pop e 'intensamente estranho e infantil' — e não é seu melhor trabalho, mas é muito bom o suficiente para surgiu com um punhado de novos fãs, o que está prometendo ser um passeio criativo infernal". Jon Pareles, avaliando positivamente o álbum para o The New York Times, enfatiza que "'Sucker' é muito mais direto; é inteligente, barulhento, atrevido, louco, pop-emotivo com a intenção de fazer cada canção estourar... A ambição calculada de 'Sucker' são evidentes, mas não um quebra banca. É um álbum frágil, profissional e cheio de guloseimas sônicas".
Jem Aswad, da Billboard, opinou que "talvez mais do que qualquer outro 'jovem-faz-hits', Charli tem um som que distintamente é ela própria, apesar do batalhão de produtores e compositores a bordo... é provável confirmar que ela é uma das maiores estrelas novas e maior personalidades do pop". Joe Rivers, para Clash, que concedeu as estrelas oito em cada dez após o lançamento, observa que "'Sucker' encontra aquela mesma artista, singular, reescrevendo as regras totalmente, não importa o que quebrar e batendo o pop em seu próprio jogo". Kevin Ritchie, de Now, diz que "finalmente, um álbum Top 40 em que as tentativas de capturar a energia inquieta dos últimos tempos e cuspi-la fora não parece só boa, mas honesta, também". Em uma revisão em três de cinco estrelas para o The New York Daily News, Jim Farber explica que "'Sucker' acaba sendo monocromático, mas isso só ajuda Charli a aprimorar uma persona, a de 'pirralha simpática e descolada'".

## Lista de faixas
A lista de faixas foi divulgada em 06 de outubro de 2014.
| Sucker - edição padrão |                        |                                                                                     |                                    |         |  |
| N.º                    | Título                 | Compositor(es)                                                                      | Produtor(es)                       | Duração |  |
| 1.                     | "Sucker"               | Charlotte Aitchison Justin Raisen Jerry James                                       | Raisen James                       | 2:43    |  |
| 2.                     | "Break the Rules"      | Aitchison Steve Mac Tor E. Hermansen Mikkel S. Eriksen Daniel Omelio Magnus Høiberg | Mac StarGate Cashmere Cat          | 3:23    |  |
| 3.                     | "London Queen"         | Aitchison Raisen James Ariel Rosenberg Remi Nicole                                  | Raisen                             | 2:49    |  |
| 4.                     | "Breaking Up"          | Aitchison Patrik Berger Noonie Bao Markus Krunegård                                 | P. Berger John Hill [A]            | 2:17    |  |
| 5.                     | "Gold Coins"           | Aitchison P. Berger                                                                 | P. Berger Hill Stefan Gräslund [A] | 3:00    |  |
| 6.                     | "Boom Clap"            | Aitchison P. Berger Fredrik Berger Gräslund                                         | P. Berger Gräslund                 | 2:49    |  |
| 7.                     | "Doing It"             | Aitchison Ariel Rechtshaid Jarrad Rogers Bao Matthew Burns                          | Rechtshaid Rogers                  | 3:49    |  |
| 8.                     | "Body of My Own"       | Aitchison P. Berger Christian Olsson                                                | P. Berger                          | 2:44    |  |
| 9.                     | "Famous"               | Aitchison Greg Kurstin                                                              | Kurstin                            | 3:53    |  |
| 10.                    | "Hanging Around"       | Aitchison Rivers Cuomo Raisen James                                                 | Raisen                             | 3:16    |  |
| 11.                    | "Die Tonight"          | Aitchison P. Berger Bao Krunegård Pontus Winnberg Rostam Batmanglij Andrew Wyatt    | P. Berger                          | 2:49    |  |
| 12.                    | "Caught in the Middle" | Aitchison Benjamin Levin Nick van Hofwegen                                          | Benny Blanco                       | 3:00    |  |
| 13.                    | "Need Ur Luv"          | Aitchison Batmanglij Bao Wyatt                                                      | Batmanglij                         | 3:49    |  |
| Duração total:         | Duração total:         | Duração total:                                                                      | Duração total:                     | 40:32   |  |

| Edição padrão da Europa |                             |         |  |
| N.º                     | Título                      | Duração |  |
| 7.                      | "Doing It" (com Rita Ora)   | 3:48    |  |
| 11.                     | "So Over You"               | 3:09    |  |
| 12.                     | "Die Tonight"               | 2:49    |  |
| 13.                     | "Caught in the Middle"      | 3:00    |  |
| 14.                     | "Need Ur Luv"               | 3:49    |  |
| 15.                     | "Red Balloon" (faixa bônus) | 3:26    |  |

| Edição exclusiva da Target (faixas bônus) |                                 |         |  |
| N.º                                       | Título                          | Duração |  |
| 14.                                       | "Money (That's What I Want)"    | 2:04    |  |
| 15.                                       | "Break the Rules" (Femme Remix) | 3:52    |  |

Notas
A  - denota co-produtores

## Histórico de lançamento
| Região         | Data                    | Formato             | Gravadora              |
| -------------- | ----------------------- | ------------------- | ---------------------- |
| Estados Unidos | 15 de Dezembro de 2014  | CD download digital | Asylum Atlantic Warner |
| Canadá         | 15 de Dezembro de 2014  | CD download digital | Asylum Atlantic Warner |
| Japão          | 15 de Dezembro de 2014  | CD download digital | Asylum Atlantic Warner |
| Austrália      | 15 de Dezembro de 2014  | CD download digital | Asylum Atlantic Warner |
| Nova Zelândia  | 15 de Dezembro de 2014  | CD download digital | Asylum Atlantic Warner |
| França         | 9 de Fevereiro de 2015  | CD download digital | Asylum Atlantic Warner |
| Alemanha       | 13 de Fevereiro de 2015 | CD download digital | Asylum Atlantic Warner |
| Suíça          | 13 de Fevereiro de 2015 | CD download digital | Asylum Atlantic Warner |
| Áustria        | 13 de Fevereiro de 2015 | CD download digital | Asylum Atlantic Warner |
| Bélgica        | 13 de Fevereiro de 2015 | CD download digital | Asylum Atlantic Warner |
| Luxemburgo     | 13 de Fevereiro de 2015 | CD download digital | Asylum Atlantic Warner |
| Países Baixos  | 13 de Fevereiro de 2015 | CD download digital | Asylum Atlantic Warner |
| Noruega        | 13 de Fevereiro de 2015 | CD download digital | Asylum Atlantic Warner |
| Irlanda        | 13 de Fevereiro de 2015 | CD download digital | Asylum Atlantic Warner |
| Reino Unido    | 16 de Fevereiro de 2015 | CD download digital | Asylum Atlantic Warner |
| Dinamarca      | 16 de Fevereiro de 2015 | CD download digital | Asylum Atlantic Warner |
| Suécia         | 16 de Fevereiro de 2015 | CD download digital | Asylum Atlantic Warner |
| Finlândia      | 16 de Fevereiro de 2015 | CD download digital | Asylum Atlantic Warner |
| Portugal       | 16 de Fevereiro de 2015 | CD download digital | Asylum Atlantic Warner |
| Polónia        | 16 de Fevereiro de 2015 | CD download digital | Asylum Atlantic Warner |
| Chéquia        | 16 de Fevereiro de 2015 | CD download digital | Asylum Atlantic Warner |
| Hungria        | 16 de Fevereiro de 2015 | CD download digital | Asylum Atlantic Warner |
| Roménia        | 16 de Fevereiro de 2015 | CD download digital | Asylum Atlantic Warner |
| Bulgária       | 16 de Fevereiro de 2015 | CD download digital | Asylum Atlantic Warner |
| Eslováquia     | 16 de Fevereiro de 2015 | CD download digital | Asylum Atlantic Warner |
| Eslovênia      | 16 de Fevereiro de 2015 | CD download digital | Asylum Atlantic Warner |
| Estónia        | 16 de Fevereiro de 2015 | CD download digital | Asylum Atlantic Warner |
| Letônia        | 16 de Fevereiro de 2015 | CD download digital | Asylum Atlantic Warner |
| Lituânia       | 16 de Fevereiro de 2015 | CD download digital | Asylum Atlantic Warner |
| Chipre         | 16 de Fevereiro de 2015 | CD download digital | Asylum Atlantic Warner |
| Malta          | 16 de Fevereiro de 2015 | CD download digital | Asylum Atlantic Warner |
| Grécia         | 16 de Fevereiro de 2015 | CD download digital | Asylum Atlantic Warner |
| Itália         | 17 de Fevereiro de 2015 | CD download digital | Asylum Atlantic Warner |
| Espanha        | 17 de Fevereiro de 2015 | CD download digital | Asylum Atlantic Warner |